# Kalehe (territorium)

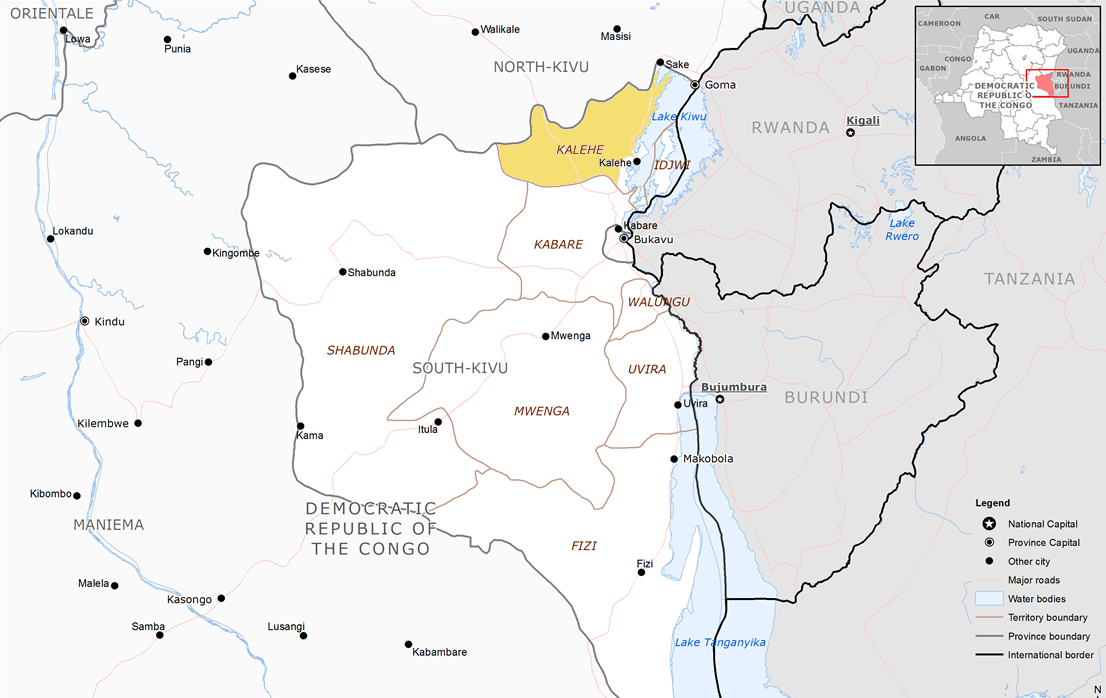
Kalehe (territorium)

Kalehe is een territorium in de provincie Zuid-Kivu in de Democratische Republiek Congo, ten noorden van de stad Bukavu. De hoofdstad van het territorium is de stad Kalehe.
Het grondgebied van Kalehe is onderverdeeld in twee chiefdoms: Buloho en Buhavu. Het Buhavu-chefdom, gelegen langs het Kivumeer, is het dichtstbevolkte in Kalehe. De bevolking is Bantoe en hun gemeenschappelijke taal is Havu (Kihavu).